# Vương Ly
Vương Ly (giản thể: 王离; phồn thể: 王離; bính âm: Wang Li; ? - 207?), tự Minh (明), là tướng lĩnh nhà Tần trong lịch sử Trung Quốc.

## Cuộc đời
Vương Ly là con trai của Thông Vũ hầu Vương Bí, cháu nội của Đại tướng quân Vương Tiễn, được kế thừa tước Vũ Thành hầu của ông nội.
Năm 219 TCN, cha con Vương Bí, Vương Ly theo Tần Thủy Hoàng tuần du thiên hạ. Xa giá đến Lang Gia, cha con Vương Ly cùng Vương Quán, Triệu Hợi, Doanh Thành, Phùng Vô Trạch, Ngỗi Lâm, Lý Tư, Vương Mậu, Triệu Anh, Dương Cù ở trên biển tán tụng công đức của Thủy Hoàng, đem lời khắc lên đá. Vương Ly sau đó làm Tì tướng, theo Mông Điềm đánh đuổi Hung Nô, đóng giữ Thượng quận.
Năm 210 TCN, Tần Thủy Hoàng chết bệnh. Lý Tư, Triệu Cao làm giả chiếu lệnh, ép công tử Phù Tô tự sát, lập công tử Hồ Hợi lên ngôi, lại ra lệnh cho Vương Ly giam giữ rồi giết chết Mông Điềm, thay Điềm thống lĩnh quân sĩ trấn thủ bắc cương. Năm 209 TCN, trong lúc triều đình biến loạn, Trần Thắng, Ngô Quảng ở thôn Đại Trạch khởi nghĩa, tái lập nước Sở. Sau đó, hậu duệ các nước Chiến quốc lần lượt nổi dậy, lập lại nước cũ. Tần Nhị Thế phái Chương Hàm dẫn quân đánh dẹp, sau đó phái Vương Ly phụ tá.
Tháng 9 năm 207 TCN, Chương Hàm sau khi tiêu diệt Trương Sở vương Trần Thắng, Vũ Tín quân Hạng Lương, Ngụy vương Ngụy Cữu, liền dẫn quân lên phía bắc nhằm tiêu diệt nước Triệu. Chương Hàm đánh tan quân Triệu ở Hàm Đan, buộc Triệu vương Triệu Yết cùng Trương Nhĩ, Trần Dư tháo chạy về Cự Lộc cố thủ. Sau đó Chương Hàm phái Vương Ly cùng Thiệp Gian bao vây Cự Lộc. Bấy giờ, người trong thành truyền tai nhau rằng: Vương Ly là danh tướng của Tần, giờ cầm quân Tần mạnh, đánh quân Triệu mới mộ, thắng chắc rồi. Có người đáp lại: Không hẳn. Nhà làm tướng ba đời ắt sẽ bại trận. Vì sao lại bại? Bởi vì chém giết quá nhiều, hậu duệ ắt gặp điềm xấu. Nay Vương Ly là tướng đời thứ ba rồi.
Sở vương Hùng Tâm phái Tống Nghĩa, Hạng Tịch, Phạm Tăng đem quân đến cứu Triệu. Tống Nghĩa không dám tiến quân, bị Hạng Tịch giết chết, đoạt binh quyền. Tịch phái Kình Bố, Bồ tướng quân dẫn quân qua sông nghi binh, còn bản thân vượt sông, đánh thẳng vào trung tâm quân Tần, bắt sống Vương Ly, giết chết Tô Giác, Thiệp Gian bất khuất tự thiêu. Cánh quân Tần tiếp ứng do quận úy Đông quận chỉ huy cũng bị Lưu Bang đánh tan ở Thành Dương. Chương Hàm sau đó hàng Sở.
Sử ký, Hán thư đều không ghi lại kết cục của Vương Ly. Vương Ly thường được cho là bị Hạng Tịch xử tử, với mục đích báo thù cho ông nội Hạng Yên.

## Gia đình
Theo Tân Đường thư, Vương Ly có hai con trai là Vương Nguyên và Vương Uy. Vương Ly thua trận, gia đình bị Tần Nhị Thế trị tội, buộc phải ly tán. Vương Nguyên tị nạn tại Lang Gia, trở thành tổ của Lang Gia Vương thị. Vương Uy tị nạn ở Thái Nguyên, hậu duệ là Thái Nguyên Vương thị.